# Karschia mongolica
Karschia mongolica är en spindeldjursart som beskrevs av Roewer 1933. Karschia mongolica ingår i släktet Karschia och familjen Karschiidae. Inga underarter finns listade i Catalogue of Life.